# St. Catharines Saints
I St. Catharines Saints sono stati una squadra di hockey su ghiaccio dell'American Hockey League con sede nella città di St. Catharines, nella provincia dell'Ontario. Nati nel 1982 e sciolti nel 1986, nel corso degli anni sono stati affiliati alla franchigia dei Toronto Maple Leafs.

## Storia
Nel 1982 i Maple Leafs avevano concluso i loro rapporti con due farm team appartenenti a leghe diverse, i New Brunswick Hawks della American Hockey League e i Cincinnati Tigers della Central Hockey League, data la volontà di creare una nuova franchigia posta interamente sotto il loro controllo. Dopo aver incontrato diversi amministratori locali la dirigenza della squadra scelse di stabilire la propria sede nella città di St. Catharines. All'inizio tale scelta sollevò le critiche da parte dei Buffalo Sabres, i quali temevano il venir meno di parte del pubblico radicato da anni nella regione delle Cascate del Niagara, vicino a dove sorge St. Catharines.
Come nove fu scelto quello di Saints, come l'omonima squadra che negli anni quaranta e cinquanta aveva militato nella OHA Senior League. Al termine della stagione 1985–1986 la squadra si trasferì a Newmarket e cambiò il proprio nome in Newmarket Saints.

### Affiliazioni
Nel corso della loro storia i St. Catharines Saints sono stati affiliati alle seguenti franchigie della National Hockey League:
- Toronto Maple Leafs: (1986-1991)

## Record stagione per stagione
| St. Catharines Saints |       |    |    |    |   |    |     |     |    |                                                                |
| 1982-83               | South | 80 | 33 | 41 | 6 | 72 | 335 | 368 | 6° |                                                                |
| 1983-84               | South | 80 | 43 | 31 | 6 | 92 | 364 | 346 | 3° | perde 1º turno (Rochester) 3-4                                 |
| 1984-85               | South | 80 | 24 | 50 | 6 | 54 | 272 | 391 | 7° |                                                                |
| 1985-86               | South | 80 | 38 | 37 | 5 | 78 | 304 | 308 | 3° | vince 1º turno (Binghamton) 4-2 perde semifinali (Hershey) 3-4 |

## Record della franchigia

### Carriera
Gol: 97  Bruce Boudreau
Assist: 134  Bruce Boudreau
Punti: 231  Bruce Boudreau
Minuti di penalità: 868  Leigh Verstraete
Partite giocate: 269  Craig Muni

## Palmarès

### Premi individuali
- Dudley "Red" Garrett Memorial Award: 1

Steve Thomas: 1984-1985
- Eddie Shore Award: 1

Garry Lariviere: 1983-1984
- Les Cunningham Award: 1

Garry Lariviere: 1983-1984